# Antigonos von Karystos (Schriftsteller)
Antigonos von Karystos (altgriechisch Ἀντίγονος ὁ Καρύστιος Antígonos ho Karýstios) war ein griechischer Schriftsteller des 3. Jahrhunderts v. Chr.
Antigonos stammte aus Karystos auf der Insel Euboia und lebte offenbar zeitweilig in Athen.  Er verfasste Lebensbeschreibungen von Philosophen, die fragmentarisch bei späteren Autoren (Athenaios, Diogenes Laertios) erhalten sind, und Arbeiten über bildende Kunst.
Möglich, aber umstritten ist seine Identität mit dem griechischen Bildhauer gleichen Namens. Dieser war am Hof des Königs Attalos I. von Pergamon als Erzgießer tätig.